# Juin 1790

## Événements
- Juin - Juillet : projets de constitution de la noblesse hongroise, qui traite avec la Prusse[1].

- 6 juin : Le Lady Juliana arrive à Port Jackson

- 12 juin, France : les élus d'Avignon demandent au vice-légat, représentant du pape, de quitter la ville, puis procèdent à l'élection d'ecclésiastiques et décident de s'unir au royaume de France.

- 16 juin - 28 juillet : élections générales au Royaume-Uni[2].

- 19 juin : suppression de la noblesse en France.

- 20 juin :
  - Thomas Jefferson et James Madison membres du Parti républicain-démocrate et Alexander Hamilton membre du Parti fédéraliste arrive à un accord : Madison accepte de ne pas être "difficile" dans son opposition pour l'acceptation des dettes des États par le gouvernement fédéral en échange Hamilton accepte de soutenir l'emplacement de la nouvelle capitale sur le Potomac.
  - Inde : victoire des forces marathes commandées par Benoît de Boigne sur les Rajputs de Jaipur à Patan puis sur ceux de Marwar à Merta le 20 septembre. Domination des Marathes sur les Rajputs et les Jats[3].

- 21 juin : Avignon demande son rattachement à la France.

## Décès
- 1er juin : Charles-Benjamin de Lubières (né en 1714), mathématicien suisse.
- 6 juin : 
  - Joseph-Gaspard de Tascher de La Pagerie (né le 5 juillet 1735), capitaine de dragons, lieutenant des canonniers bombardiers, chevalier de Saint-Louis
  - Nakamura Nakazo I (né en 1736), acteur japonais du théâtre kabuki
- 14 juin : Carl Chassot de Florencourt (né le 4 janvier 1756), caméraliste du duché de Brunswick.